# Rudolfsheimer Pfarrkirche

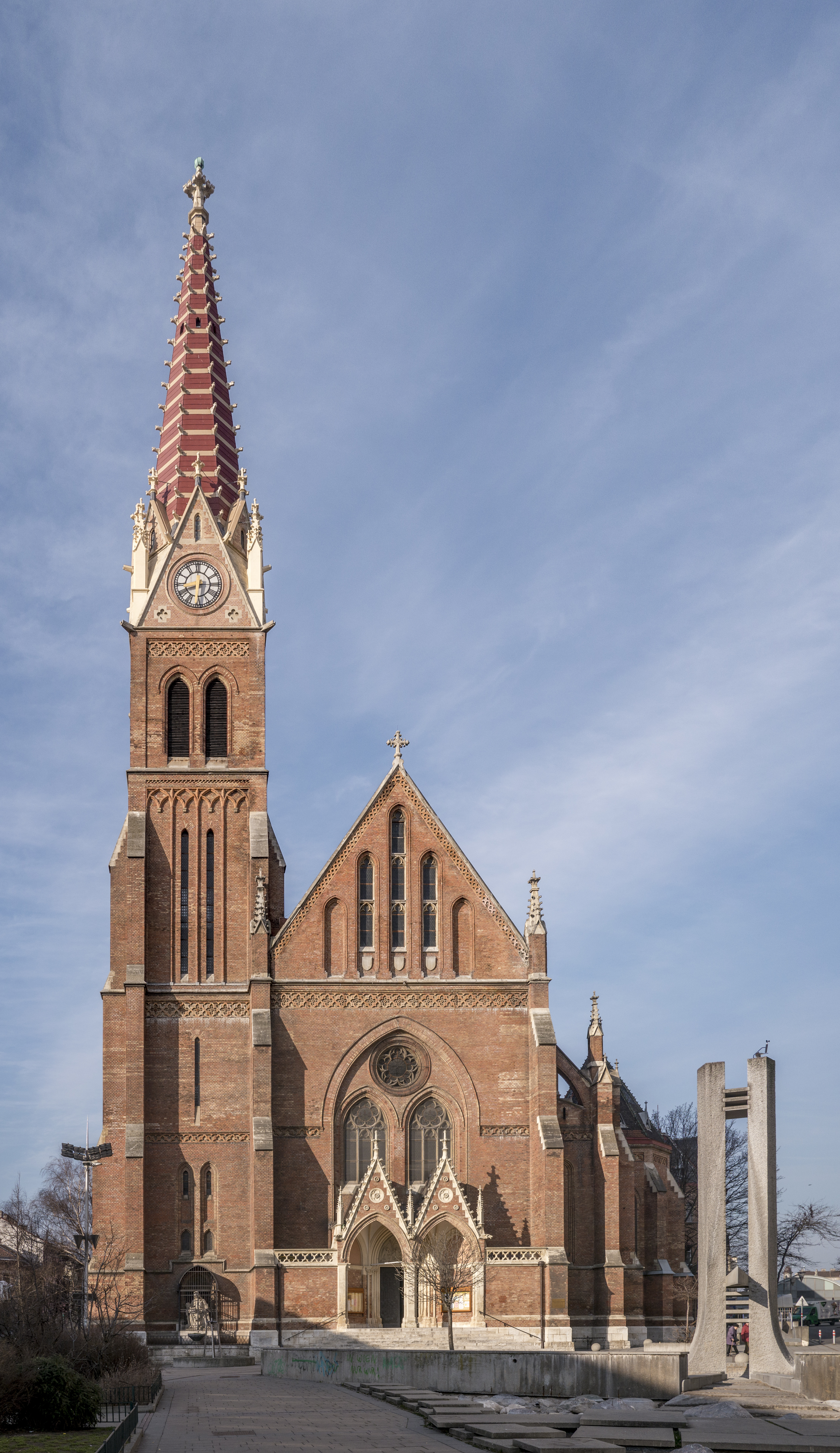
Rudolfsheimer Pfarrkirche

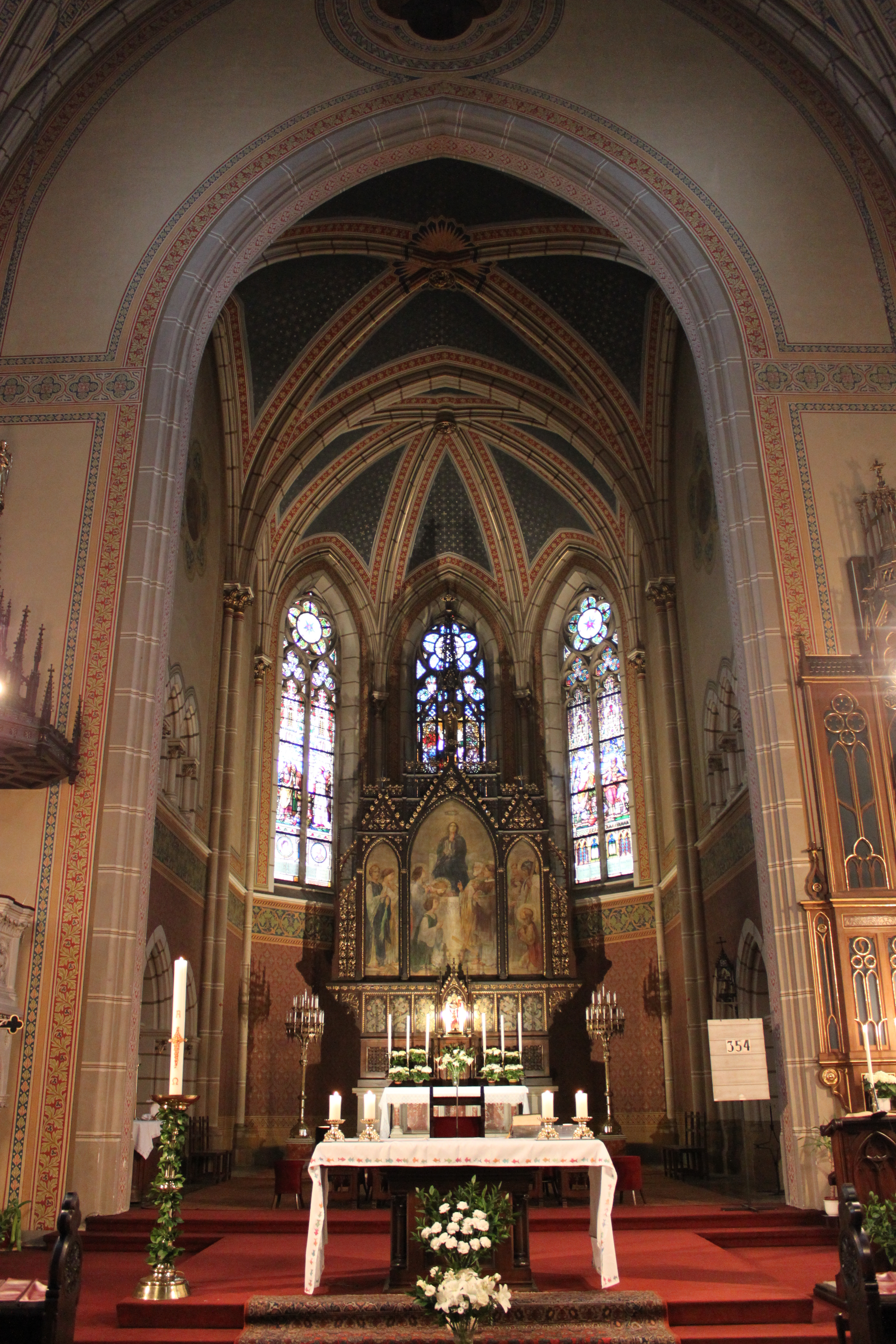
Innenraum der Rudolfsheimer Pfarrkirche

Die Rudolfsheimer Pfarrkirche ist eine römisch-katholische Pfarrkirche und befindet sich im 15. Wiener Gemeindebezirk Rudolfsheim-Fünfhaus am Kardinal-Rauscher-Platz. Sie ist auf den Namen Maria, der Königin der Märtyrer geweiht. Die Rudolfsheimer Pfarrkirche ist seit 2017 die Pfarrkirche der Pfarre Hildegard Burjan.

## Geschichte
In der zweiten Hälfte des 19. Jahrhunderts erlebte die 1864 aus den Vororten Reindorf, Rustendorf und Braunhirschen gegründete Gemeinde Rudolfsheim durch die 1859 erfolgte Inbetriebnahme der Westbahn eine rege Bautätigkeit, da die Bediensteten der Eisenbahn in Bahnhofsnähe Wohnungen brauchten. Auch Gewerbetreibende nutzen die durch die Nähe zur Bahn einfachere Beschaffung von Rohstoffen, indem sie sich im betreffenden Gebiet ansiedelten.
Aus diesem Grund setzte sich der damalige Wiener Fürsterzbischof Kardinal Joseph Othmar von Rauscher vehement für die Gründung einer neuen Pfarre ein und stiftete aus seinem Privatvermögen 12.000 Gulden für den Ankauf eines Grundstücks, auf dem die zugehörige Pfarrkirche errichtet werden sollte. 1892 erfolgte die Eingemeindung Rudolfsheims zu Wien und so wurde der inzwischen erworbene Baugrund am heutigen Kardinal-Rauscher-Platz von der Stadt Wien durch die Abtretung eines Straßengrundes erweitert.
Am 27. September 1893 fand in Anwesenheit von Kaiser Franz Joseph und unter starker Beteiligung der Bevölkerung die feierliche Grundsteinlegung zur Rudolfsheimer Kirche statt, die 1898 so weit fertiggestellt war, dass man darin Gottesdienste feiern konnte. Da das vorhandene Geld lediglich für den Bau der Kirche reichte, konnte dieselbe anfänglich nur notdürftig ausgestattet werden. Aus diesem Grund konnte eine feierliche Konsekration noch nicht erfolgen. So wurde die Kirche zunächst am 29. Dezember 1898 durch Stadtdechant Konstantin Walter benediziert, ehe die Konsekration am 21. November 1899 durch Fürsterzbischof Kardinal Anton Josef Gruscha vorgenommen wurde.
2016 wurde das Pfarrgebiet um das Gebiet der aufgehobenen Pfarre St. Antonius von Padua erweitert, 2017 wurde die Pfarre Rudolfsheim mit den Pfarren Neufünfhaus und Schönbrunn-Vorpark zur Pfarre Hildegard Burjan zusammengelegt.

## Architektur und Ausstattung
Die Rudolfsheimer Pfarrkirche ist wie viele andere in der zweiten Hälfte des 19. Jahrhunderts erbaute Kirchen ein neogotischer Backsteinbau. Der Entwurf stammt von dem späteren Oberbaurat Karl Schaden. Die Kirche verfügt über einen 76 Meter hohen Turm, der aufgrund der erhöhten Lage Rudolfsheims weit sichtbar ist und in Luftlinie den Südturm des Stephansdoms um sechs Meter überragt. Vier der ursprünglich fünf Bronzeglocken mussten im Ersten Weltkrieg abgegeben werden und wurden 1921 durch Stahlglocken ersetzt. Die Turmuhr wurde von der Stadt Wien in Auftrag gegeben und bereits 1904 mit elektrischer Beleuchtung ausgestattet. Kanzel, Taufstein, Beichtstühle und Kirchenbänke wurden vom Innenarchitekten Eduard Zotter entworfen. Das dreiteilige Hochaltarbild wurde vom Akademischen Maler Josef Reich angefertigt. Es zeigt Maria als Königin der Märtyrer thronend auf einem Marmorsitz in der Bildmitte. Rechts von ihr steht der hl. Petrus, neben ihm der hl. Erzmärtyrer Stephanus, der Schutzpatron der Erzdiözese Wien. Links neben der „Regina Martyrum“ (Königin der Märtyrer) sind drei Frauengestalten zu erkennen, eine Personifizierung von Glaube (Fides), Hoffnung (Spes) und Liebe (Caritas). Im rechten Seitenbild sieht man Abel mit dem Opferlamm, den hl. Sebastian und kniend den sel. Rudolf von Bern. Im linken Bild sind die hl. Katharina – eine der 14 Nothelfer – und die hl. Cäcilia, Patronin der Kirchenmusik, dargestellt.

## Die Orgel

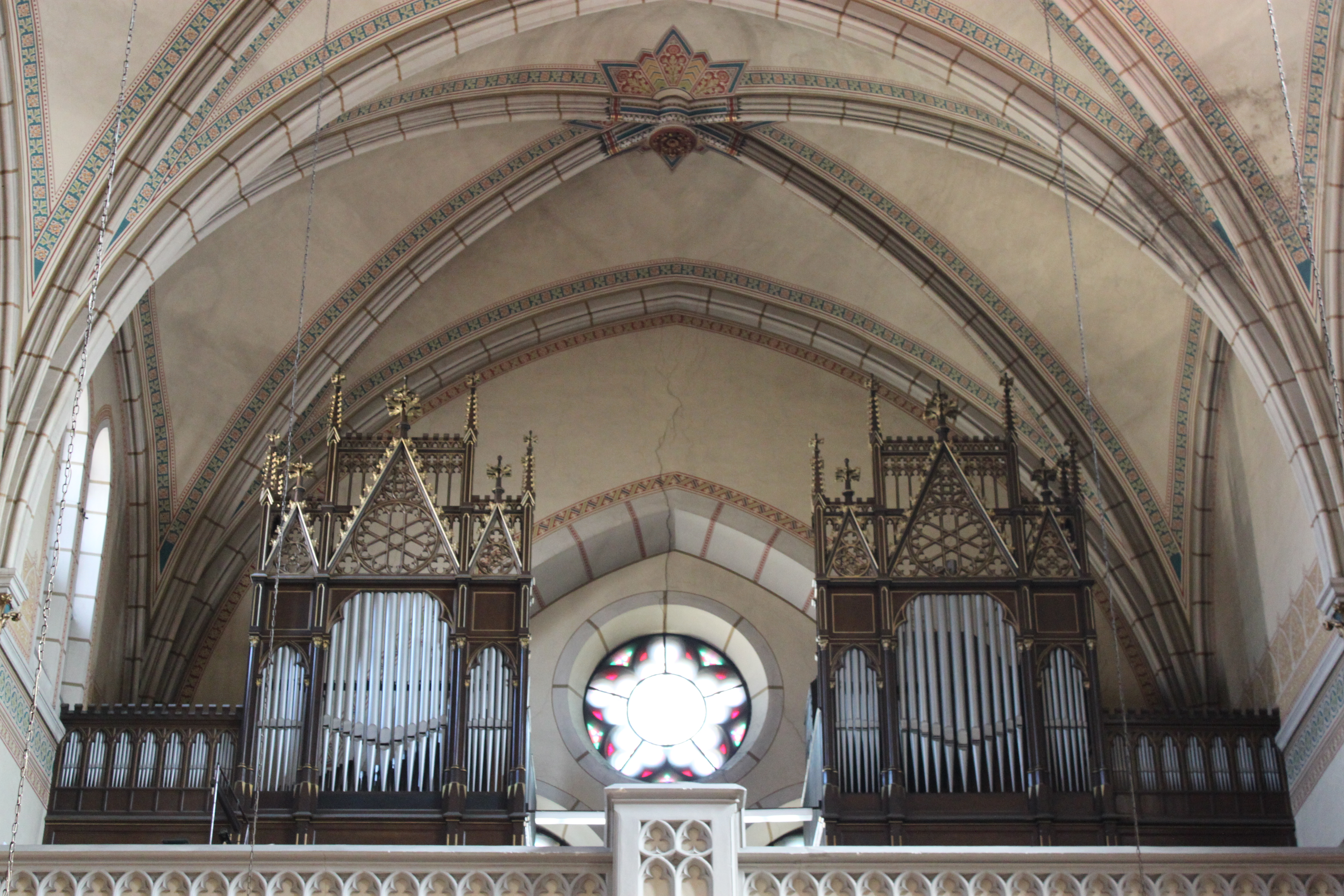
Orgelprospekt

Die Orgel der Pfarrkirche Rudolfsheim wurde im Jahr 1930 durch die Wiener Firma Johann M. Kauffmann errichtet und verfügt über 27 Register, verteilt auf zwei Manualen (C–g3) und Pedal (C–f1).
| Manual I | Manual II | Pedal | Koppeln                                                        | Spielhilfen |
| --- | --- | --- | -------------------------------------------------------------- | --- |
| - Quintatön 16′ - Prinzipal 8′ - Flöte 8′ - Viola 8′ - Oktav 4′ - Flöte 4′ - Oktav 2′ - Sesquialtera 2 2/3′ + 1 3/5′ - Mixtur 3–5 f. - Trompete 8′ | - Geig. Prinzipal 8′ - Gedeckt 8′ - Blockflöte 4′ - Quinte 2 2/3′ - Prinzipal 2′ - Terzflöte 1 3/5′ - Scharf 1′ 3fach | - Prinzipalbass 16′ - Violon 16′ - Subbass 16′ - Quintbass 10 2/3′ - Oktavbass 8′ - Gedecktbass 8′ - Choralbass 4′ - Posaune 16′ - Trompete 8′ - Trompete 4′ | - II-I - I-Ped. - II-Ped. - I-4-I - II-4-I - II-16-I - II-4-II | Freie Kombination Auslöser (für die Fr. Kombination) Handregister fest feste Kombinationen: P, MF, F Walze an Handreg. fest Aut. Ped. Zungen ein Crescendo und Schwellwerk |